# Claudia Roth
Claudia Roth (Ulm, 1955. május 15. –) német politikus. A Bundestag egyik alelnöke.

## Politikai karrier
1989. június 15. és 1998. szeptember 27. között az Európai Parlament képviselője volt.
1994-ben megválasztották a Zöldek/Európai Szabad Szövetség  elnökének.
1998 és 2001 között a Bundestag képviselője volt.
2001 és 2002 között az Szövetség ’90/Zöldek társelnöke volt. Mert 2002 megint megválasztották a Bundestagba és felvett a mandátumát, le kellett mondani a társelnökei tisztről.
A Szövetségi Delegált Konferencián (Bundesdelegiertenkonferenz) 2003. május 23-án úgy enyhülnek meg a hivatal és mandátum elválasztását, hogy Claudia Roth mint a Bundestag tagja 2004. október 2-án  ismét szövetségi társelnökként futott.  Megválasztották és 2013-ig maradt a hivatalban.
2013. október 22-én megválasztották a Bundestag alelnökének.
Claudia Roth lakik Svábföldön is és Berlin-Charlottenburgban is.

## Irások
- Claudia Roth: Das Politische ist privat, Erinnerungen für die Zukunft. Aufbau, Berlin 2006, ISBN 3-351-02635-8
- Roth, Fetsum: So geht Deutschland Westend, Frankfurt/Main 2016,  ISBN 978-3-86489-147-2

## Weblinks
- Eigene Webpräsenz
- DNB-Portal
- Biographie beim Deutschen Bundestag: Claudia Roth
- Gerwin TRIFFT Claudia Roth 2008
- Abgeordnetenwatch